# Бодега-Бей
Бодега-Бей (англ. Bodega Bay, досл.: «Залив Бодега») — поселение и статистически обособленная местность в округе Сонома, штат Калифорния, США. По данным переписи 2010 года в население Бодега-Бей составляет 1077 человек. Город расположенный вдоль трассы SR 1, находится на восточной стороне гавани Бодега.

## История
Бодега-Бей — это первое строение русских в Калифорнии, которое было создано в 1809 году торговым послом Русско-Американской компании Иваном Александровичем Кусковым, в преддверии возведения Форт-Росс. Для русских поселение Бодега-Бей называлось «Порт Румянцева». Порт был назван в честь министра иностранных дел Российской империи Николая Петровича Румянцева. Этот порт служил для поддержки Форт-Росс и русской общины именуемой колонией Росс.
Сцены фильма режиссёра Альфреда Хичкока «Птицы», вышедшего в прокат в 1963 году, были сняты в Бодега-Бей и его окрестностях. Город рекламирует себя во многих отношениях, в том числе его Центр посетителей фильма «Птицы», однако сегодня ни одного основного места действия, показанного в фильме найти не удаётся.
PG+E хотела установить атомную станцию в Bodega Head в 1960-х, но планы оборвались после большого протеста, во время подготовки ямы для первого реактора. Позже яма наполнилась водой и стала назваться «The Hole in the Head» (досл.: «Дыра в голове»).

## География
Согласно данным бюро переписи населения США CDP имеет площадь в 32 км², из них 21 км² — суши и 11 км² (33.37 %) — воды. Город находится на берегу гавани Бодега. Залив Бодега простирается вдоль побережья до залива Томалес. Север города лежит вдоль прибрежной экспозиции чередующихся каменных утёсов и песчаных пляжей, который известен как Sonoma Coast State Beach.
Национальная метеорологическая служба США обеспечивает полезную визуальную помощь, создавая графическую информацию о погоде и климате от близлежащих датчиков Монтерея, чтобы визуально отображать по месяцам обычные годовые температуры, температуры прошлого года и рекордные температуры.

### Климат
В этом регионе тёплые (но не жаркие) и сухие лета, средние температуры летом не выше 22°С. Согласно классификации климатов Кёппена в Бодега-Бей — средиземноморский климат с тёплым летом. Летом дни в Бодега-Бей прохладные и ветреные, как и все лета в Калифорнии, так как ветра дуют в океан.

## Правительство
В Законодательном органе штата Калифорния Бодега-Бей находится во 2-м округе Сената, представленном демократом Майком Макгуайром, и во 2-м округе Ассамблеи, представленном демократом Джимом Вудом.
В Палате представителей США Бодега-Бей находится во 2-м округе Конгресса Калифорнии, представленном демократом Джаредом Хаффманом.

## Города-побратимы
- Тотьма — город в России, Вологодская область.